# 利特維尼夫卡 (瓦爾基區)
49°50′38″N 35°41′33″E / 49.84389°N 35.69250°E
利特維尼夫卡（烏克蘭語：Литвинівка）是位於烏克蘭東部的村莊，由哈爾科夫州博霍杜希夫區的瓦爾基市鎮負責管轄。該村始建於1700年，面積21.1平方公里，海拔高度176米，2001年人口203，人口密度每平方公里9.6人。